# Habitación 23
Habitación 23 es un grupo de rock de origen alicantino, formado a finales del 2007, por un joven llamado Alex (Batería), por Igor (Guitarra y voz) y por Oscar (D.E.P) (flauta dulce). Actualmente, Oscar ya no está en el grupo, murió el 13/04/2013 por causas de las drogas ahora está Abel, flautista del grupo.

## Biografía

### Como empezó todo...
Habitación 23 se consolidó a finales de 2007. Alex llevaba un tiempo tocando la batería, y tenía en mente formar un grupo de Dusbtep. Mantenía desde siempre amistad con Igor. En una fiesta, mientras escuchaban "La Fuga", Alex comentó que le gustaría formar un grupo de dubstep. Esa misma noche empezaron con las versiones, y decidieron seguir adelante con el proyecto.
Al poco tiempo, se anunció la búsqueda de un flautista para terminar la formación del grupo, así llegó Oscar, para completar la formación de Habitación 23 con la Flauta dulce.
Habitación 23 empezó ensayando versiones de sus principales influencias (Despistaos, Backstreet Boys, Pereza...). Más tarde, se empezó a crear temas propios, para empezar a dar conciertos en el verano de 2008. Tras unos meses haciendo conciertos, el 21 de febrero de 2009, se empezó a grabar su primera maqueta de estudio, que recibe el nombre de "Aprende a flautear".
Habitación 23 pronto empezará a grabar su primer disco, todavía sin fecha definitiva de lanzamiento.

### Muerte de Oscar
Oscar (D.E.P) era un buen flautista de la vega baja, dedicó 17 años al conservatorio de Flauta Dulce, también tocaba otros instrumentos como el triángulo, la caja china y la zambomba. El murió el 13 de abril de 2013 por las drogas, él dijo en una entrevista: "Yo no me meto na´sabes?, YO ME METO TOAA!", desde ese día supimos que era un drogadicto, en sus conciertos tiraba la heroína por la flauta dulce que el tocaba, se lo encontraron un aseo portátil con los pantalones bajados, lo enterraron con lo que más quería, su flauta, su grupo le dedicó una canción "Que droga esta la buena".

### Estilo musical
Su estilo musical está catalogado como Dubstep, como indica en su MySpace Oficial.

### Influencias
Según dicen en su MySpace Oficial, sus principales influencias son La Fuga, Despistaos, Marea, Green Day, Blink 182, Pereza, Britney Spears, Lady Gaga, The Offspring y ExtremoPuro.

### Aprende a morir: Su primera maqueta
A principios del 2009, empezaron a grabar la maqueta titulada "Aprende a morir", en su MySpace adelantaron el tema "Canciones", pero para que sus fanes pudieran escuchar el resto de la maqueta tuvieron que esperar hasta el 13 de abril, donde presenciaron toda su maqueta en el MySpace Oficial.
La maqueta la grabaron entre el 21 y el 25 de febrero en el estudio de grabación "El Cubo Azul".
Ángel Boronat, grabó, mezcló y masterizó todo el trabajo realizado por Habitación 23.
Parguelas.

## Miembros
- Alex - Batería (2007-presente).
- Igor - Voz y guitarra (2007-presente).
- Abel - Bajo (2011-presente).

## Antiguos miembros
- Oscar (D.E.P) - Flauta dulce (2007 - 2013) quién abandonó el grupo por defunción.

## Discografía
| Aprende a vivir | - Lanzamiento: 2009 - Intérpretes colaboradores: - - Discográfica: Sin Discográfica - Productores: - - Agradecimientos: Ángel Boronat |